# Anza (cantante)
Anza Ōyama  (大山アンザ?, Ōyama Anza), nota semplicemente come Anza, (Ōmura, 4 maggio 1976) è una cantante e attrice giapponese di origini sudafricane da parte materna.
È conosciuta come cantante e frontwoman del gruppo metal Head Phones President.

## Carriera
Come cantante, Anza ha debuttato nel 1992, come membro del gruppo J-pop Sakurakko Club, per poi formare insieme alla collega Ayako Morino, il duo Momo, con il quale pubblica due singoli. Dal 1994 fa parte del gruppo Moon Lips, che si occupa di cantare alcuni brani dell'anime Sailor Moon, fra cui una versione di Moonlight Densetsu utilizzata come sigla per la terza e la quarta stagione dell'anime.
Come attrice è principalmente celebre per aver interpretato il ruolo di Sailor Moon in tredici distinte produzioni teatrali. Anza è stata inoltre la prima attrice ad aver interpretato il ruolo della Principessa Serenity nei musical di Sailor Moon. Sua sorella minore Chiho ha invece interpretato il ruolo di Sailor Jupiter nella rappresentazione del 1998 Shin Densestu Kourin, la prima in cui non compariva Anza.
Nel 1998 pubblica il suo primo singolo da solista Dream, pubblicato dalla Sony Music ed utilizzato come sigla per il programma televisivo Famitsu Wave, a cui segue Tobira wo akete, seconda sigla di apertura dell'anime Card Captor Sakura.
Nel 1999 la sua carriera prende una piega totalmente differente. Fonda infatti il gruppo Head Phones President di genere nu metal, insieme ai fratelli Hiro e Mar, che in precedenza avevano collaborato con lei in alcune produzioni. Il gruppo dal 2002 al 2010 ha pubblicato tre album e tre EP e si è esibito negli Stati Uniti d'America, Svezia, Australia e America del Sud.
Nel 2006 ha ottenuto un contratto con la Universal Music Japan, con la quale ha pubblicato il singolo Kanata e, sigla di chiusura dell'anime Glass no Kantai.
Nel 2008, si è unita al gruppo Vitamin-Q insieme a Masami Tsuchiya, Kazuhiko Kato, Gota Yashiki e Rei Ohara. Tuttavia dopo il suicidio di Kato il 17 ottobre 2009, il gruppo ha apparentemente cessato l'attività.

## Discografia
Singoli
- Kokoro no Lion/Anza Ohyama (1993)
- Dream (1998)
- Tobira wo akete (扉をあけて, 1999)
- Kanata e (彼方へ, 2008)